# Рыжий домовой усач
Рыжий домовой усач (лат. Stromatium unicolor) — вид жуков-усачей из подсемейства настоящих усачей. Личинка развивается в сухой древесине и мебели.

## Распространение
Распространён в Европе, на Ближнем Востоке и в Америке.

## Описание
Жук длиной от 16 до 32 мм, имеет бледно- до буровато-жёлтого окраску тела, глаза чёрные. В нежном светлом прилегающем опушении и стоячих волосках.

## Экология
Кормовыми растениями личинки являются лиственные деревья следующих видов: Corylus avellana, Castanea sativa, Ficus carica, Quercus ilex и Quercus suber.